# Радуга (теплоход)
Радуга — серия малых пассажирских катеров, выпускавшихся в СССР.

## Описание
Серия малых пассажирских катеров типа Радуга представляет собой развитие серии малых катеров типа «Аркадия». Конструкторы Черноморского ЦПКБ в Одессе на основе корпуса и двигательной установки катеров типа «Аркадия» создали более современный и комфортабельный катер малого типа. Опытный катер Радуга-2 был построен в 1966 году на судостроительном заводе в городе Великий Устюг. Серийное производство началось в 1967 году на Ждановском (Мариупольском) СРЗ и в Великом Устюге. Катера этого типа несколько отличались друг от друга по водоизмещению.
Серия малых пассажирских катеров типа Радуга была продолжена в 1970 году. Модернизированные катера были несколько длиннее своих предшественников, но главным отличием был вдвое мощный двигатель, позволивший увеличить скорость на 2 узла. Опытный катер Радуга был построен в 1970 году на судостроительном заводе в Астрахани. Серийное производство началось в том же году в Астрахани, на Ждановском (Мариупольском) СРЗ и на Таганрогском судоремонтном заводе. Катера этого типа несколько отличались друг от друга по водоизмещению.